# Grzechotki
Grzechotki [ɡʐɛˈxɔtki] jsou vesnicí v Polsku, administrativní součást braniewského okresu, ve Varmijsko-mazurském vojvodství. Nacházejí se na samé severní hranici země; její severní konec se dotýká hraniční čáry s Ruskem. Obec se nachází zhruba 14 kilometrů východně od Braniewa, a 77 km severozápadně od dalšího většího města v oblasti, Olsztynu. Do roku 1945 byla, stejně jako celý region, součástí východního Pruska; v současné době má 73 obyvatel.
V roce 2010 byl v blízkosti obce vybudován poměrně velký hraniční přechod s Ruskem (rychlostní silnice S22), který tak pomůže mnohem méně kapacitnímu v nedalekém Gronowu. Zprovoznění však bylo komplikované, protože z ruské strany se přechod dokončuje značně pomalejším tempem než z polské.